# Pakowacz

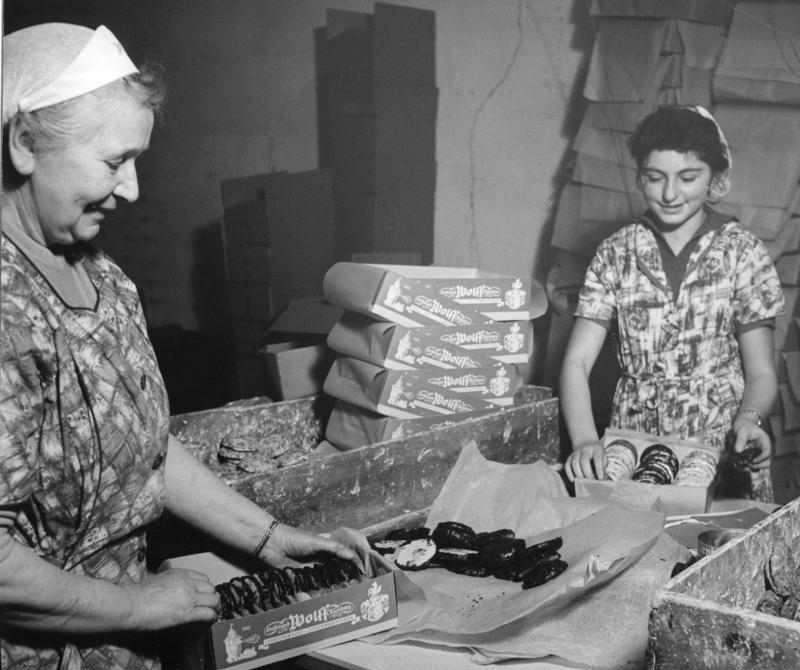
Pakowaczki słodyczy przy pracy

Pakowacz – pracownik wykonujący pakowanie lub opakowywanie wyrobu, zabezpieczanie go i przygotowanie do transportu. 
Praca ta może być całkowicie ręczna, z użyciem urządzeń lub wspomagana maszynami. Może dotyczyć opakowań jednostkowych, zbiorczych lub transportowych (wysyłkowych). 
W przedsiębiorstwach spożywczych lub farmaceutycznych praca pakowacza kontrolowana jest pod względem zachowania wysokich standardów higieny oraz jakości (np. HACCP).
Sposób pakowania może być narzucony instrukcją, bądź pozostawiony inicjatywie pracownika. W drugim wariancie oczekuje się umiejętności wyboru rozwiązania optymalnego, uwzględniającego właściwą (ze względu na właściwości wyrobu i warunki przechowywania i transportu) ochronę pakowanego wyrobu przy ograniczeniu kosztów do niezbędnego minimum – z użyciem dostępnych na stanowisku pracy materiałów opakunkowych.
Praca pakowacza zaliczana jest do grupy prac prostych, nie wymagających specjalnych kwalifikacji. Jednak należy zwrócić uwagę na znaczenie tej pracy w procesie produkcyjnym. Pakowanie to ostatnia operacja, niepodlegająca praktycznie kontroli wewnętrznej (gdyż wymagałoby to zniszczenia opakowania). Każda niezgodność zawartości opakowania ze specyfikacją – co do rodzaju, ilości ale też staranność i estetyka pakowania – jest oceniana przez klienta i wpływa znacząco na wizerunek przedsiębiorstwa.